# Ратов, Андрей Иванович
Андре́й Ива́нович Ра́тов (2 сентября 1893, Уржумский уезд, Вятская губерния — 30 июня 1978, Одесса) — советский военачальник-артиллерист. Командир артиллерийских полка и дивизии в Великой Отечественной войне. Герой Советского Союза (7.03.1943). Гвардии генерал-майор артиллерии (28.09.1943).

## Биография
Родился 2 сентября 1893 года в деревне Чириково в крестьянской семье. Русский. С детства жил в городе Одессе. Окончил 8 классов. До призыва на военную службу работал сапожником.
В Русскую императорскую армию А. И. Ратов был мобилизован в октябре 1914 года. Служил в 2-й запасной артиллерийской бригаде в Казани. Участник первой мировой войны с апреля 1915 года, когда зачислен фейерверкером-наблюдателем в 128-й отдельный артиллерийский дивизион на Западном фронте, в 1916 году с дивизионом прибыл на Румынский фронт. Был награждён тремя Георгиевскими крестами и тремя Георгиевскими медалями. В апреле 1917 года дивизион переброшен в Карпаты на Юго-Западный фронт, в конце мая А. Ратов был ранен. До августа лечился в госпитале, а затем направлен в ту же 2-ю запасную артиллерийскую бригаду в Казань, в которой почти три года назад начал свою солдатскую службу.
В октябре 1917 года вступил в Красную Гвардию. Участвовал в Октябрьском вооружённом восстании, в том числе в боях с юнкерами на улицах Казани. Был ранен в бою за Казанский кремль. До декабря лечился в госпитале, затем уехал в родное село.
Вступил в Красную Армию добровольцем в Уржуме в апреле 1918 года. Участник гражданской войны. Сначала служил помощником командира роты в 2-м Московском продовольственном полку. С июля был помощником командира роты 242-го Волжского полка. В августе 1918 года полк поднял мятеж под эсеровскими лозунгами, был разбит и рассеялся по лесам. Ратов был по заданию чекистов направлен в крупный повстанческий отряд Степанова и находился там до его полной ликвидации, за время своей работы убедив часть бойцов отряда вернуться на сторону Советской власти. После выполнения задания в ноябре 1918 года зачислен во вновь сформированный 242-й стрелковый полк. В октябре-ноябре 1919 года направлялся с диверсионным отрядом в тыл колчаковских войск для выполнения спецзадания, после возвращения направлен учиться. В апреле 1920 года окончил школу по переподготовке комсостава при 81-й бригаде 27-й стрелковой дивизии, после окончания назначен командиром роты 242-го стрелкового полка на Восточном фронте. В мае полк переброшен на Западный фронт, где участвовал в советско-польской войне. Был ранен в бою в 40 километрах от Варшавы. С ноября 1920 года служил инструктором и командиром взвода 13-х Пермских подготовительных артиллерийских курсов, где служил последующие два года. Всего в годы Гражданской войны был пять раз ранен и один раз контужен.
В октябре 1922 года был направлен учиться, в Томскую артиллерийскую школу, откуда в январе 1923 года переведён в Одесскую тяжелую береговую артиллерийскую школу. В 1925 году окончил её. В том же 1925 году вступил в ВКП(б). С августа 1925 по август 1938 года служил в 6-м тяжёлом артиллерийском дивизионе в Украинском военном округе (г. Вознесенск): командир огневого взвода, командир взвода дивизионной школы, командир линейной и учебной батарей, командир линейного и учебного дивизионов, помощник командира полка. Во время службы в этом полку окончил также Артиллерийские Краснознамённые курсы усовершенствования комсостава РККА (Детское Село) в 1930 году.
С августа 1938 года служил помощником командира по строевой части 203-го артиллерийского полка 15-й Сивашской стрелковой дивизии (Киевский особый военный округ). С августа 1939 года командир 247-го корпусного тяжёлого артиллерийского полка в 17-м стрелковом корпусе этого же округа. Во главе полка участвовал в освободительном походе в Западную Украину в сентябре 1939 года и в Бессарабском походе РККА в июне-июле 1940 года. Перед войной полк входил в 12-ю армию.
Великая Отечественная война
На фронтах Великой Отечественной войны с июня 1941 года. 274-й корпусный артиллерийский полк вступил в войну, будучи переданным 24 июня в 18-ю армию Южного фронта. Участвовал в приграничном оборонительном сражении в Молдавии, в Тираспольско-Мелитопольской и Уманской оборонительных операциях. Отлично слаженный своим командиром полк отличался выдающейся стойкостью и эффективностью в обороне, часто использовался командующим армией для спасения обстановки на наиболее угрожаемых участках. Командир дважды выводил полк из окружения с сохранением материальной части. В сентябре 1941 года около месяца полк удерживал оборону под Нижнеднепровском и Красноградом. За выдающиеся заслуги одним из первых в советской артиллерии полк получил гвардейское звание в октябре 1941 года и стал именоваться 4-м гвардейским пушечным артиллерийским полком. Уже под гвардейским знаменем участвовал в Донбасско-Ростовской оборонительной операции в октябре-ноябре 1941 года, в Донбасской оборонительной операции летом 1942 года, в оборонительном и наступательном этапах битвы за Кавказ.
Гвардии полковник А. И. Ратов в период оборонительных боёв на реке Миус в феврале 1943 года умело управлял огнём своего полка, чем способствовал удержанию занятых позиций.
Отдельным Указом Президиума Верховного Совета СССР «О присвоении звания Героя Советского Союза полковнику Ратову А. И.» от 7 марта 1943 года «за образцовое выполнение боевых заданий Командования на фронте борьбы с немецкими захватчиками и проявленные при этом отвагу и геройство» удостоен звания Героя Советского Союза с вручением ордена Ленина и медали «Золотая Звезда».
В конце апреля 1943 года назначен командиром 9-й артиллерийской дивизии прорыва Резерва Главного Командования на Юго-Западном фронте, с октября 1943 года — на 3-м Украинском фронте. Умело руководил этой дивизией в Изюм-Барвенковской, Донбасской, Запорожской, Никопольско-Криворожской, Березнеговато-Снигирёвской, Одесской, Ясско-Кишиневской, Бухарестско-Арадской, Белградской, Будапештской наступательных и Балатонской оборонительной, Венской наступательной операциях. К Победе его дивизия именовалась Запорожская Краснознамённая ордена Суворова 9-я артиллерийская дивизия прорыва РГК. 15 раз она упоминалась в приказах Верховного Главнокомандующего.
Послевоенное время
После Победы его год командовал этой дивизией, которая вошла в состав Южной группы войск. В июне 1946 года генерал-майор артиллерии А. И. Ратов направлен на учёбу, в августе 1947 года окончил Высшие артиллерийские курсы при Артиллерийской академии имени Ф. Э. Дзержинского. В 1947 году — командир 149-й армейской пушечной артиллерийской бригады в 11-й гвардейской армии Прибалтийского военного округа. С октября 1947 года заместитель командующего артиллерией этой армии. С мая 1952 года — заместитель командующего артиллерией Таврического военного округа. В декабре 1953 года генерал-майор артиллерии А. И. Ратов уволен в запас. С 1955 года в отставке.
Жил в Одессе. Умер 30 июня 1978 года. Похоронен в Одессе на 2-м Христианском кладбище.

## Награды
- Медаль «Золотая Звезда» Героя Советского Союза (7.03.1943);
- три ордена Ленина (1.12.1941, 7.03.1943, 21.02.1945);
- четыре ордена Красного Знамени (10.07.1942, 2.05.1944, 3.11.1944, …);
- орден Суворова 2-й степени (13.09.1944);
- орден Кутузова 2-й степени (22.02.1944);
- орден Богдана Хмельницкого 2-й степени (28.04.1945);
- медали СССР[9].
- Георгиевские кресты 2, 3 и 4 степеней
- Георгиевские медали 2, 3 и 4 степеней
- ордена Заслуг Венгерской Народной Республики 3 и 5 классов (Венгрия)

## Память
- В парке Победы в Кирове увековечено имя Героя.
- Имя выбито на мемориальной доске памяти Героев в Уржуме.[10]

В Одессе
- Именем генерала Ратова названы: 
  - улица в Киевском районе;
  - сквер внутри комплекса домов на проспекте Шевченко, 6[11], а на самом доме (копрпус 5) установлена мемориальная доска в честь генерала.
  - имя генерала Ратова указано на Мемориальной доске-стеле в честь Героев Советского Союза на Театральной площади.

## Комментарии
1. ↑  Деревня Чириково, относившаяся к Теребиловской, в 1920-е годы — к Уржумской волости Уржумского уезда, в последующем входила в состав Теребиловского сельсовета Уржумского района Кировской области; не сохранилась[2].